# Buchanan megye (Virginia)
Buchanan megye az Amerikai Egyesült Államokban, azon belül Virginia államban található. Megyeszékhelye és legnagyobb városa Grundy. Lakosainak száma 20 355 fő (2020. április 1.). Buchanan megye Mingo, Dickenson, Russell, Tazewell, McDowell és Pike megyékkel határos.

## Népesség
A megye népességének változása:
| Lakosok száma | 24 028 | 23 877 | 23 864 | 23 597 | 22 776 | 20 355 |
|               | 2010   | 2011   | 2012   | 2013   | 2015   | 2020   |